# Nadia Comăneci
Nadia Comăneci (f. 12. november 1961, Oneşti) er en rumænsk gymnast.
Comăneci vandt fem guldmedaljer ved de Olympiske lege i 1976 og 1980. Da hun som den første scorede et perfekt 10.00, kunne måltavlerne ikke vise det – det var aldrig sket før og måltavlerne måtte vise scoren 1.00, da de ikke var indstillet til fire cifre. Sammen med Olga Korbut regnes hun for verdens mest berømte gymnaster. Comăneci trak sig tilbage i 1981.
Comăneci flygtede fra Rumænien kort før revolutionen i 1989. Hun giftede sig med den amerikanske gymnast Bart Conner i 1996. De bor i dag i Norman, Oklahoma, USA. Comăneci har dobbelt statsborgerskab.